# Quell der Einsamkeit
Quell der Einsamkeit (Titel der Originalausgabe: The Well of Loneliness) ist ein im Jahre 1928 erschienener Roman der britischen Autorin Radclyffe Hall. Er erzählt das Leben der lesbischen Stephen Gordon, einer englischen Frau aus einer Oberschichtfamilie, deren sexuelle Orientierung schon früh zu Tage tritt. Als Krankenwagenfahrerin im Ersten Weltkrieg lernt sie Mary Llewellyn kennen und verliebt sich in sie, doch ihr gemeinsames Glück wird durch soziale Isolation und Zurückweisung getrübt, die nach Halls Schilderung einen zerstörerischen Einfluss auf Homosexuelle hat. Der Roman charakterisiert Homosexualität als einen natürlichen, gottgegebenen Zustand und mahnt ausdrücklich das Recht zu einer homosexuellen Existenz an.
Der Roman wurde Ziel einer Kampagne des damaligen Herausgebers der Zeitung Sunday Express, in deren Verlauf unter anderem folgender Satz zu lesen war: „Ich würde einem gesunden Jungen oder einem gesunden Mädchen eher eine Phiole Blausäure geben, als diesen Roman.“ Obwohl die einzige als Sexszene interpretierbare Stelle des Buches aus den Worten „und diese Nacht waren sie nicht getrennt“ besteht, wurde der Roman von einem britischen Gericht als obszön eingestuft, weil es „unnatürliche Praktiken zwischen Frauen“ verteidige. In den Vereinigten Staaten überstand der Roman sowohl Anklagen im Staat New York als auch Verhandlungen vor dem United States Court of International Trade.
Die Berichterstattung über den juristischen Schlagabtausch brachte die englischen und amerikanischen Lesben stärker in den Fokus der öffentlichen Wahrnehmung. Über Jahrzehnte hinweg war der „Quell“ der bekannteste lesbische Roman in englischer Sprache und oft die erste Informationsquelle für weibliche Homosexualität, die junge Lesben finden konnten. Der Roman wurde von den homosexuellen Leserinnen unterschiedlich aufgefasst. Während einige ihn sehr schätzten, kritisierten andere den von der Autorin dargestellten Selbsthass der Hauptfigur und glaubten, dies erzeuge Schamgefühle bei entsprechend veranlagten Frauen. Ebenso wurde diskutiert, inwiefern das Werk mitverantwortlich für die Verbreitung der Annahme war, Lesben verhielten und kleideten sich „männlicher“ als heterosexuelle Frauen. Einige Kritiker gehen inzwischen davon aus, dass Stephen Gordon als Transperson verstanden werden sollte.
Obwohl die Mehrzahl der Kritiker den Roman nicht als überragende literarische Leistung wertet, löste der „Quell“ durch die Thematisierung der Sexualität und der Geschlechterrollen öffentliche Debatten und wissenschaftliche Auseinandersetzungen mit dem Thema aus, die bis heute andauern.
Auf Deutsch erschien der Roman, mit dem Vorwort von Havelock Ellis, erstmals 1929 in der Übertragung durch Eva Schumann.

## Entstehungsgeschichte
1926 war Radclyffe Hall auf dem Höhepunkt ihrer Karriere. Ihr Roman Adam’s Breed über das spirituelle Erwachen eines italienischen Oberkellners war ein Bestseller und gewann einige Jahre später den Prix Femina und den James Tait Black Memorial Prize. Sie hatte lange geplant, einen Roman über Homosexualität zu schreiben, und beschloss, ihre Reputation sei nun ausreichend, um einem solchen Werk genügend Aufmerksamkeit zu verschaffen. Da sie wusste, dass sie einen Skandal und das Ende ihrer Karriere riskierte, ließ sie sich von ihrer Lebensgefährtin Una Troubridge erst den Segen geben, bevor sie die Arbeit begann. Ihre Ziele waren gesellschaftlicher und politischer Natur. Sie wollte der öffentlichen Ignoranz der Homosexualität ein Ende bereiten und mehr Toleranz erreichen. Weiterhin wollte sie alle Homosexuellen dazu anspornen, durch harte Arbeit und einen gesellschaftlich nützlichen Lebensstil ihr Glück zu machen.
Im April 1928 teilte Hall ihrem Lektor mit, dass ihr neues Buch völlige Unterstützung seitens des Herausgebers verlangen würde und sie nicht die Veränderung eines einzigen Wortes zulassen wolle.

“I have put my pen at the service of some of the most persecuted and misunderstood people in the world.... So far as I know nothing of the kind has ever been attempted before in fiction.”

„Ich habe meine Feder in den Dienst einer der missverstandensten und am stärksten verfolgten Bevölkerungsgruppen der Welt gestellt. [...] Soweit ich weiß, wurde etwas Vergleichbares noch nie zuvor in der fiktionalen Literatur angegangen.“

Drei Herausgeber lehnten eine Veröffentlichung von Quell der Einsamkeit ab. Halls Agent sandte daraufhin das Manuskript an Jonathan Cape, der zwar Bedenken hatte, ein kontroverses Buch zu veröffentlichen, aber dennoch das Potenzial für einen kommerziellen Erfolg sah. Cape ließ eine kleine Testauflage von 1500 Exemplaren drucken und setzte den Preis mit 15 Shilling rund doppelt so hoch an, als es damals für Romane üblich war. Dies diente dem Zweck, das Buch weniger attraktiv für Sensationshungrige zu machen. Die ursprünglich für den Herbst 1928 geplante Veröffentlichung wurde verschoben, als bekannt wurde, dass ein anderer Roman über Lesben, nämlich Compton Mackenzies Extraordinary Women, im September veröffentlicht werden sollte. Obwohl die Bücher wenig gemeinsam hatten, sahen Hall und Cape den Roman als Konkurrenz an und wollten so den kommerziellen Erfolg des Buches nicht gefährden. Die Erstauflage von Quell der Einsamkeit erschien deshalb am 27. Juli 1928 mit einem schwarzen Umschlag und einer simplen Hülle. Cape sandte die Testexemplare nur an solche Zeitungen und Magazine, von denen er annahm, sie würden das Thema nicht sensationell behandeln.

## Handlung
Die Protagonistin des Buches, Stephen Gordon, wird im späten viktorianischen Zeitalter in eine Oberschichtfamilie im englischen Worcestershire geboren. Da die Eltern sich einen Knaben wünschten, taufen sie sie auf einen männlichen Namen, den sie vor der Geburt bereits gewählt hatten. Schon bei ihrer Geburt wird sie als Baby mit schmalen Hüften und breiten Schultern beschrieben. Als Mädchen hasst sie Kleider, will sich das Haar kurz schneiden und möchte ein Bursche sein. Im Alter von sieben Jahren verliebt sie sich in eine Magd namens Collins und ist überaus enttäuscht, als sie sieht, wie Collins einen Diener des Hauses küsst.
Stephens Vater, Sir Phillip, versucht, seine Tochter mithilfe der Schriften von Karl Heinrich Ulrichs, einem der ersten neuzeitlichen Autoren, die sich theoretisch mit dem Thema Homosexualität auseinandersetzten, zu verstehen. Ihre Mutter, Lady Anna, ist ihrer Tochter gegenüber distanziert und betrachtet sie als Schandfleck und unwürdigen, abscheulichen Nachkommen ihres Mannes. Im Alter von achtzehn Jahren freundet sich Stephen mit einem Kanadier, Martin Hallam, an. Seine später folgende Liebeserklärung an sie erfüllt sie aber nur mit Entsetzen. Im Winter desselben Jahres stirbt Sir Phillip durch einen umstürzenden Baum. In den letzten Augenblicken seines Lebens versucht er, seiner Frau zu erklären, dass Stephen homosexuell ist, stirbt aber, bevor er es vermitteln kann.

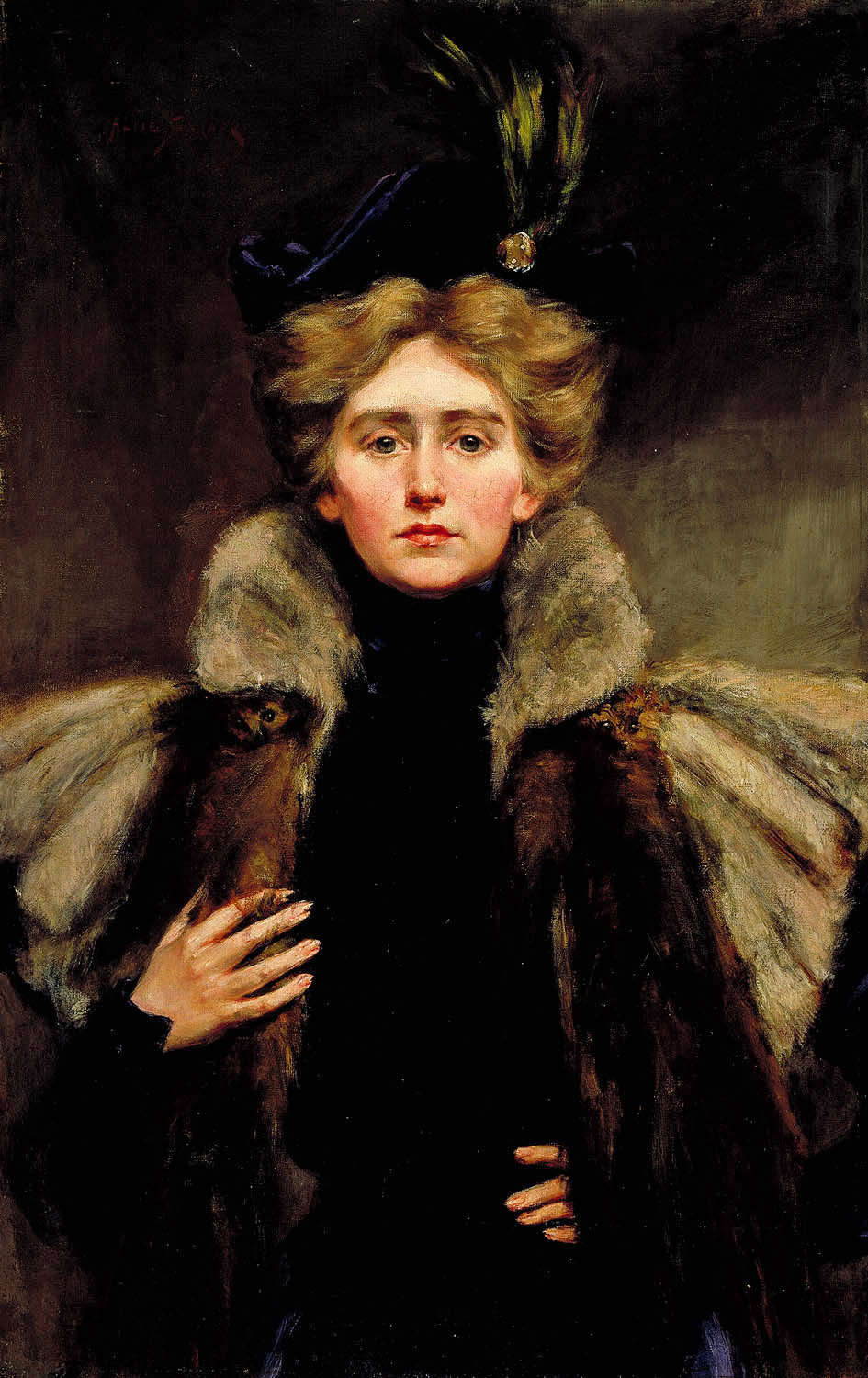
Natalie Barney, Vorbild für die Romanfigur der Valérie Seymour

Stephen fängt nun an, maßgeschneiderte männliche Kleidung zu tragen. Mit einundzwanzig Jahren verliebt sie sich in Angela Crossby, die amerikanische Frau eines neuen Nachbarn. Angela sieht Stephen aber nur als ein „Mittel gegen die Langeweile“. Stephen erfährt, dass Angela eine Affäre mit einem anderen Mann hat. Da Angela fürchtet, von Stephen entlarvt zu werden, zeigt sie ihrem Mann einen Brief von ihr, der diesen an Lady Anna weiterleitet. Diese prangert Stephens Gebrauch des Wortes Liebe in dem Brief an und betrachtet ihr Verlangen als einen Ausdruck von mangelnder Disziplin und als ein fehlgeleitetes Empfinden. Stephen erwidert, sie habe Angela so sehr geliebt wie ihr Vater, Sir Phillip, ihre Mutter. Nach dem Streit begibt sich Stephen in das Studienzimmer ihres Vaters und öffnet ein verschlossenes Bücherregal, in welchem sie ein Buch von Richard von Krafft-Ebing findet. Durch das Studium dieses Buches kommt sie zu der Schlussfolgerung, dass sie homosexuell orientiert ist. Zwecks besseren Verständnisses ist hier zu bedenken, dass Homosexualität damals ein weitgehend unerforschtes Gebiet war und Aufklärung über das Thema nicht üblich war.
Stephen zieht nach London und beginnt zu schreiben. Ihr erster Roman ist erfolgreich, anders als ihr zweites Buch. Ein befreundeter Stückeschreiber, Jonathan Brockett, der selbst homosexuell ist, drängt sie, nach Paris zu reisen, um ihre Schreibfähigkeiten durch das Sammeln von Lebenserfahrungen zu verbessern. Sie folgt diesem Vorschlag, erhält einen ersten Eindruck von der städtischen Subkultur der Homosexuellen und trifft die Salonbesitzerin Valérie Seymour. Im Ersten Weltkrieg tritt sie einer Sanitätereinheit bei. Im Verlaufe des Krieges dient sie unter anderem an der Front und erhält das Croix de guerre. Sie verliebt sich in eine jüngere Fahrerin, Mary Llewellyn, mit der sie nach Ende des Krieges zusammenlebt. Das anfängliche Glück wird dadurch getrübt, dass Stephen das Schreiben wieder aufnimmt, worauf Mary sich einsam und vernachlässigt fühlt und sich in das Pariser Stadtleben stürzt. Stephen befürchtet, dass Mary verbittert und hartherzig wird, sieht sich aber außerstande, ihr ein normales und erfülltes Leben zu gewährleisten.
Martin Hallam, den sie im Alter von achtzehn Jahren kennenlernte und den sie damals zurückwies, lebt nun ebenfalls in Paris und nimmt den Kontakt zu Stephen wieder auf und verliebt sich schließlich in Mary. Überzeugt davon, dass sie Mary nicht glücklich machen kann, täuscht Stephen eine Affäre mit Valérie Seymour vor, um Mary in Martins Arme zu treiben. Der Roman endet mit Stephens Bitte zu Gott „Give us also the right to our existence!“ (Auf Deutsch etwa: „Gib auch uns das Recht auf unsere Existenz.“)

## Wissenschaftliche und religiöse Einflüsse

### Sexualwissenschaft
Hall schrieb Quell der Einsamkeit unter anderem, um die Ideen von Sexualwissenschaftlern wie Richard von Krafft-Ebing und Havelock Ellis zu popularisieren, die Homosexualität als angeborenen und unveränderlichen Charakterzug auffassten. In Krafft-Ebings Psychopathia sexualis (erschienen 1886), das Buch, welches Stephen in dem Studierzimmer ihres Vaters findet, wird Homosexualität als degenerative Störung beschrieben, die vermehrt in Familien mit einer Häufung an Fällen geistiger Störungen auftrete. Nachdem sie das Buch gelesen hat, betrachtet Stephen sich und andere Homosexuelle als abscheulich und abnormal. In späteren Texten, wie beispielsweise Sexual Inversion (erschienen 1896) von Havelock Ellis, die auch ein Vorwort zu Quell der Einsamkeit schrieb, wird Homosexualität allerdings nur noch als Unterschied und nicht mehr als Störung beschrieben, eine Sichtweise, die auch Krafft-Ebing später vertrat. Hall favorisierte diese Sichtweisen gegenüber denen der Psychoanalytiker, die Homosexualität als einen Ausdruck zurückgebliebener sexueller Entwicklung sahen und der Ansicht waren, die sexuelle Orientierung lasse sich ändern.
Der im Englischen zu dieser Zeit anstelle von Homosexualität verwendete Begriff „sexual inversion“ (auf Deutsch etwa: sexuelle Umkehrung) impliziert auch vertauschte Geschlechterrollen. Daher wurde angenommen, Lesben würden dazu neigen, typisch „männliche“ Ziele zu verfolgen und maskuline Kleidung zu tragen. Krafft-Ebing, der unter anderem diese Meinung vertrat, war der Ansicht, Lesben hätten eine „männliche Seele“. Er war weiterhin der Meinung, die sekundären Geschlechtsmerkmale seien in einigen Fällen denen des anderen Geschlechtes gleich. Obwohl Ellis’ Forschungsarbeit keinen Hinweis auf solche Umkehrungen bot, betrieb er eine intensive Suche nach entsprechenden Fällen. Diese Annahme spiegelt sich im Quell der Einsamkeit beispielsweise in Stephens maskulinem Körperbau wider. Weiterhin wird im Roman eine Szene im Salon von Valerie Seymour beschrieben, in der gesagt wird, dass der Klang einer Stimme, die Struktur der Knöchel und die Beschaffenheit der Hände angeblich eine eventuelle homosexuelle Orientierung verraten sollen.
Feminine Frauen in homosexuellen Beziehungen stellten für die Vertreter der Theorie von der „sexuellen Umkehrung“ ein Problem dar, da ihre emotionale Zuneigung zu Frauen sich nicht durch eine verkehrte Geschlechterrolle erklären ließ. Ellis beschrieb solche Frauen als passive Objekte des Verlangens maskuliner Lesben. Die Romanfigur Mary unternimmt allerdings aktive Annäherungsversuche an die zurückhaltende Stephen, was dieser Vorstellung widersprechen würde. Obwohl Stephen am Ende annimmt, Mary würde sie für eine heterosexuelle Beziehung zu Martin Hallam verlassen, bleiben Marys Absichten und ihre tatsächliche sexuelle Orientierung unklar.

### Katholizismus und Spiritualität
Hall, die 1912 zur römisch-katholischen Kirche konvertierte, war überaus religiös. Weiterhin glaubte sie an die Möglichkeit der Kommunikation mit den Toten und hoffte auch eine Zeit lang, ein Medium zu werden. Diese Ansicht brachte sie in Konflikt mit der Kirche, die solchen Spiritualismus ächtet. Beide Glaubensrichtungen hatten Einfluss auf den Quell der Einsamkeit.
Stephen wurde an Heiligabend geboren und nach dem Heiligen St. Stephanus benannt. Als sie erfährt, dass Collins eine Schwellung an der Patella hat, wünscht sie, dass die Krankheit auf sie übergehe. Dieses kindische Verlangen nach einer Art von Märtyrertum deutet bereits Stephens Selbstaufopferung für Mary an, sofern man ihr Handeln gegen Ende des Buches als eine solche versteht. Nachdem sie Mary dazu gebracht hat, sie zu verlassen, sieht Stephen in ihrem einsamen Zimmer eine große Zahl Geister von Homosexuellen, lebender, toter und noch ungeborener. Sie wird schließlich von ihnen besessen und bittet letztlich mit der kollektiven Stimme aller Geister zu Gott, er möge auch ihnen das Recht auf ihre Existenz geben.
Nachdem Stephen das Buch Krafft-Ebings im Zimmer ihres Vaters gelesen hat, öffnet sie eine zufällige Stelle in der Bibel, auf der Suche nach einem Zeichen. Sie öffnet Genesis 4:15, wo geschildert wird, wie Kain mit dem Kainsmal gestraft wird. Hall verwendet das Kainsmal, ein Zeichen von Schande und Exil, in dem gesamten Roman als Metapher für die Situation der Homosexuellen. Ihre Verteidigung der Homosexualität nimmt dabei die Form eines religiösen Argumentes an. Gott habe die Homosexuellen geschaffen, deshalb sollten die Menschen sie akzeptieren. Die häufige Verwendung religiösen Symbolismus in Quell der Einsamkeit führte zu harter Kritik, doch Halls Darstellung der Homosexualität als gottgegebenen Zustand hatte Einfluss auf die Formulierung der Rechte der Homosexuellen.

## Rezeption

### Reaktionen bei Erscheinen
Die ersten Kritiken waren zwiespältig. Während einige Kritiker das Buch für zu moralisierend, schlecht strukturiert oder stilistisch nicht überzeugend befanden, lobten andere sowohl Ernsthaftigkeit als auch Kunstfertigkeit des Romans und äußerten auch Zustimmung zu seiner moralischen Aussage. Drei Wochen nach Erscheinen des Buches hatte noch kein Kritiker geäußert, es hätte nicht veröffentlicht werden sollen oder solle indiziert werden. Eine Kritik in T.P.'s & Cassell's Weekly sah keine Schwierigkeiten aufgrund des Buches voraus, so schrieb der Kritiker: “One cannot say what effect this book will have on the public attitude of silence or derision, but every reader will agree with Mr. Havelock Ellis in the preface, that the poignant situations are set forth with a complete absence of offense.” (Auf Deutsch etwa: „Es ist nicht abzusehen, welchen Effekt dieses Buch auf die öffentliche Haltung zur Verdrängung und Verspottung [von Homosexuellen] haben wird, aber jeder Leser wird Mr. Havelock Ellis’ Worten im Vorwort zustimmen, dass die ergreifende Geschichte in keiner Weise anstößig erzählt wird.“)

### Kampagne des Sunday Express
James Douglas, der Herausgeber des Sunday Express, bezog allerdings sehr strikt Position gegen das Buch. Er war ein engagierter Moralist und überzeugter Christ. Er machte sich in den 1920ern einen Namen mit konservativen Artikeln, in denen er das Wahlrecht für Frauen unter 30 kritisierte und sich abfällig über die „modernen Sexromanschreiber“ äußerte.
Unter anderem schrieb er Folgendes über den Quell der Einsamkeit:

“The adroitness and cleverness of the book intensifies its moral danger. It is a seductive and insidious piece of special pleading designed to display perverted decadence as a martyrdom inflicted upon these outcasts by a cruel society. It flings a veil of sentiment over their depravity. It even suggests that their self-made debasement is unavoidable, because they cannot save themselves.”

Auf Deutsch etwa: „Die Geschicklichkeit und Klugheit des Buches verstärkt die moralische Gefährdung, die es darstellt. Es ist ein verführerisches Plädoyer, konzipiert, um Perversion und Dekadenz als von einer grausamen Gesellschaft aufgezwungenes Martyrium dieser Verbrecher darzustellen. Es wirft einen Schleier der Sentimentalität über ihre Verdorbenheit. Es suggeriert sogar, dass ihre selbstgewählte Entwürdigung unausweichlich sei, weil sie sich nicht selbst retten könnten.“
Douglas’ Kampagne gegen den Quell der Einsamkeit begann am 18. August damit, dass er mit Postern, Plakaten und einem Teaser im Daily Express die Enthüllung eines Buches, welches unterdrückt werden sollte („A Book That Should Be Suppressed“), ankündigte.
In einem Artikel am nächsten Tag schrieb Douglas, dass Homosexualität und Perversion allzu offensichtlich geworden seien und dass Quell der Einsamkeit der Gesellschaft die Notwendigkeit aufzeige, sich von dieser Krankheit zu befreien („cleans[e] itself from the leprosy of these lepers“). In seinen Augen war die sexualwissenschaftliche Betrachtung der Homosexualität Pseudowissenschaft, die unvereinbar sei mit dem christlichen Glauben an den freien Willen. Er argumentierte, dass Homosexuelle sich durch ihre eigene Wahl verdammen würden und dass durch diese freie Wählbarkeit andere durch ihre Propaganda verdorben werden könnten. Insbesondere Kinder sollten in seinen Augen geschützt werden. Im Kontext dieser Argumentation stand auch die Äußerung “I would rather give a healthy boy or a healthy girl a phial of prussic acid than this novel. Poison kills the body, but moral poison kills the soul.” (Auf Deutsch etwa: „Ich würde einem gesunden Jungen oder Mädchen eher eine Phiole Blausäure als dieses Buch geben. Gift tötet den Körper, aber moralisches Gift tötet die Seele.“) Er forderte die Herausgeber auf, das Buch zurückzunehmen und das Home Office, das britische Innenministerium, andernfalls gegen das Buch vorzugehen.
In einem, wie Hall es nannte, Anfall von Schwachsinn und Panik sandte Jonathan Cape eine Kopie von Quell der Einsamkeit an den Innenminister und bot an, das Buch aus dem Handel zu nehmen, wenn dies im öffentlichen Interesse läge. Der Innenminister zu der Zeit war William Joynson-Hicks, ein Mitglied der konservativen Partei, der bekannt war für sein striktes Vorgehen gegen Nachtclubs, Glücksspiel und Alkohol, als auch für seine ablehnende Haltung gegenüber der überarbeiteten Version des Book of Common Prayer. Nach nur zwei Tagen antwortete er, dass der Roman schädlich für die Gesellschaft sei und dass, sofern das Buch nicht sofort zurückgenommen würde, ein Strafprozess folgen würde.
Cape gab daraufhin bekannt, dass die Veröffentlichung abgebrochen wurde, gab aber insgeheim die Rechte an dem Buch an einen englischsprachigen Verleger in Frankreich weiter. Sein Partner Wren Howard nahm die Sätze mit nach Paris, und am 28. September ging eine Lieferung der Version des französischen Verlegers an den Londoner Buchhändler Leopold Hill. Aufgrund großer Nachfrage nahm das Innenministerium bald Notiz von dem Wiedererscheinen des Buches. Am 3. Oktober ordnete Joynson-Hicks die Konfiszierung von Lieferungen des Buches an.
Eine Lieferung von 250 Exemplaren wurde am Hafen von Dover beschlagnahmt. Daraufhin protestierte der Vorsitzende der für den Import und Export zuständigen Behörde Board of Customs. Er befand das Buch für nicht obszön und wollte deswegen der Kampagne entgegenwirken. Am 19. Oktober gab er die beschlagnahmten Bücher zur Lieferung an Leopold Hill frei. Dort wartete der Metropolitan Police Service bereits mit einem Durchsuchungsbefehl. Hill und Cape mussten vor Gericht erscheinen, um zu erläutern, weshalb das Buch nicht verboten werden sollte.